# Verfeil (Alto Garona)
Verfeil é uma comuna francesa na região administrativa da Occitânia, no departamento do Alto Garona. Estende-se por uma área de 41.23 km², com 3.631 habitantes, segundo o censo de 2018, com uma densidade de 88 hab/km².